# Élections législatives tasmaniennes de 2018
Les élections législatives tasmaniennes de 2018 ont lieu le 3 mars 2018 afin de renouveler les 25 sièges de l'Assemblée de l'État australien de Tasmanie.
Les élections voient la victoire du Parti libéral du Premier ministre Will Hodgman qui conserve de justesse la majorité absolue malgré un recul.

## Contexte
Les élections de 2014 conduisent à une alternance politique avec la victoire du Parti libéral sur la coalition sortante de la Première ministre Lara Giddings réunissant le Parti travailliste et les Verts. En conséquence, Giddings démissionne de sa présidence du parti travailliste au profit de Rebecca White, tandis que Will Hodgman la remplace au poste de Premier ministre.

## Système électoral

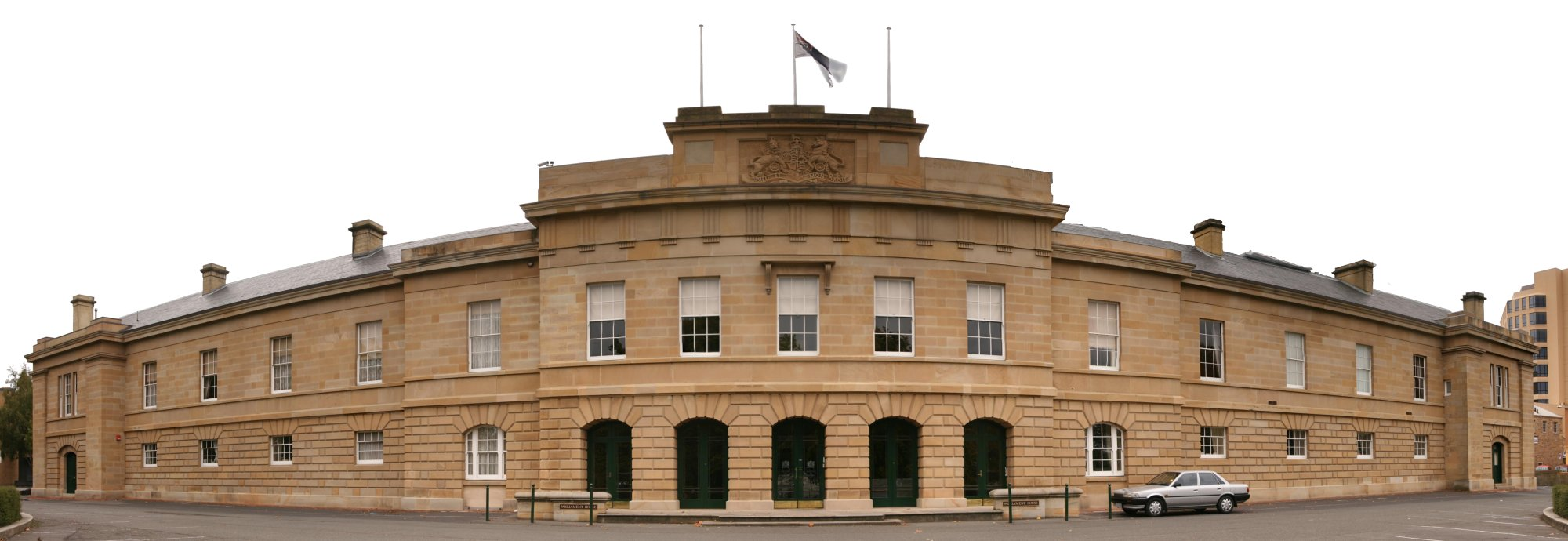
Le bâtiment de l'assemblée à Hobart.

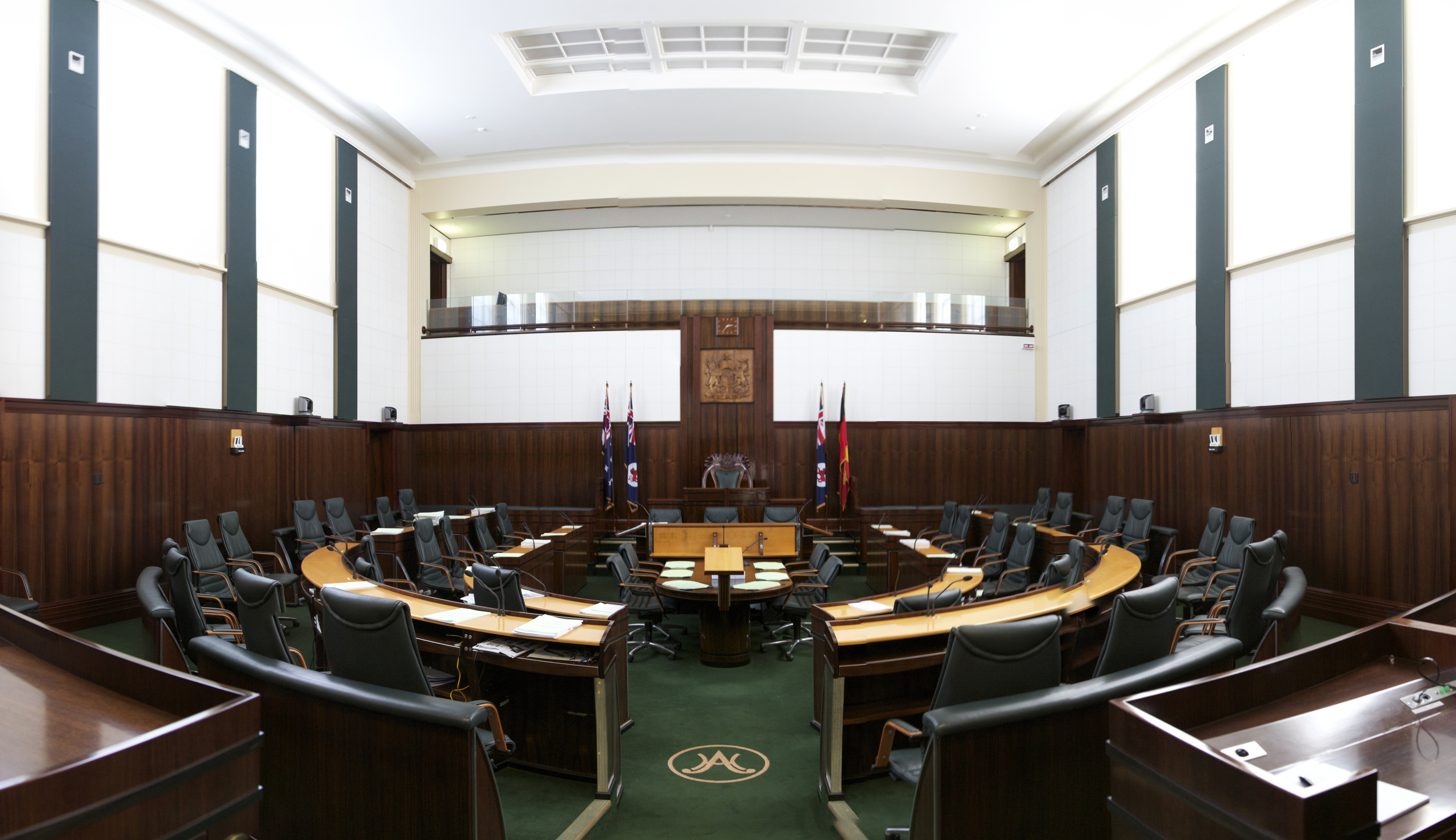
Intérieur de l'assemblée.

L'Assemblée de Tasmanie est la chambre basse du parlement bicaméral tasmanien. Elle est dotée de 25 sièges pourvus pour quatre ans à l'aide d'une forme modifiée du scrutin à vote unique transférable dans cinq circonscriptions électorales de cinq sièges chacune. Le scrutin utilisé, à finalité proportionnelle, est connu sous le nom de système électoral de Hare-Clark : les électeurs classent au moins autant de candidats que de sièges à pourvoir par ordre de préférences en écrivant un chiffre à côté de chacun de leurs noms sur le bulletin de vote, 1 étant la première préférence. 
Dans la pratique, les candidats sont regroupés sur le bulletin de vote par partis, et les électeurs peuvent librement sélectionner l'ensemble des candidats de ce parti ou en sélectionner des candidats de partis différents. Les partis ne sont pas contraints de présenter autant de candidats que de sièges à pourvoir, et dans le cas de petits partis tendent à en présenter un nombre restreint afin de limiter la dispersion des voix de leurs électeurs. Contrairement à d'autres parties de l'Australie, les partis ne peuvent distribuer de pamphlet à l'entrée des bureaux de vote indiquant aux électeurs comment répartir leurs voix pour les soutenir.
Au moment du dépouillement, il est d'abord établi le quota de voix à atteindre par un candidat pour obtenir un siège en divisant le nombre de votes valides plus un par le nombre de sièges à pourvoir plus un. Les premières préférences sont d'abord comptées et le ou les candidats ayant directement atteint le quota sont élus. Pour chaque candidat élu, les secondes préférences de ses électeurs sont ajoutées au total des voix des candidats restants, permettant éventuellement à ces derniers d'atteindre à leur tour le quota. Si aucun candidat n'a atteint le quota dans la circonscription, ou qu'il reste des sièges à pourvoir après attribution des secondes préférences, le candidat arrivé dernier est éliminé et ses secondes préférences attribuées aux candidats restants. Si un candidat est élu ou éliminé et que ses secondes préférences vont à un candidat lui-même déjà élu ou éliminé, les préférences suivantes sont utilisées, et ainsi de suite. L'opération est renouvelée jusqu'à ce qu'autant de candidats que de sièges à pourvoir atteignent le quota. La particularité du système de Hare-Clark tient au calcul de la répartition de ces secondes préférences : celles-ci sont ainsi divisées par le nombre total de première préférences du candidat déjà élu. La répartition des sièges est ainsi faite à l'avantage des électeurs qui ne sont pas déjà représentés à l'assemblée par leur premier choix, ce qui, dans un système de parti, tend à une répartition proportionnelle. Cette proportionnalité du système électoral n'est cependant possible qu'en présence d'un grand nombre de préférences secondaires, au risque en leur absence de se transformer en scrutin majoritaire plurinominal. L'électeur doit par conséquent obligatoirement indiquer un minimum de cinq préférences. À défaut, son bulletin est considéré comme nul,.

## Forces en présences
Les formations ci-dessous sont les branches territoriales des partis nationaux.
| Parti Nom en anglais | Parti Nom en anglais                | Idéologie                                                  | Chef de file   | Résultat en 2014            |
| -------------------- | ----------------------------------- | ---------------------------------------------------------- | -------------- | --------------------------- |
|                      | Parti libéral Liberal Party         | Centre droit Libéral-conservatisme, libéralisme économique | Will Hodgman   | 51,22 % des voix 15 députés |
|                      | Parti travailliste Labor Party      | Centre gauche Social-démocratie, progressisme              | Rebecca White  | 27,33 % des voix 7 députés  |
|                      | Verts australiens Australian Greens | Gauche Écologie politique                                  | Cassy O'Connor | 13,83 % des voix 3 députés  |

## Résultats
|                           |                                     |         |       |      |        |               |  |  |  |
| Partis                    | Partis                              | Voix    | %     | +/-  | Sièges | +/-           |  |  |  |
|                           | Parti libéral                       | 168 303 | 50,26 | 0,96 | 13     | 2             |  |  |  |
|                           | Parti travailliste                  | 109 264 | 32,63 | 5,30 | 10     | 3             |  |  |  |
|                           | Verts australiens                   | 34 491  | 10,30 | 3,53 | 2      | 1             |  |  |  |
|                           | Réseau Jacqui Lambie                | 10 579  | 3,16  | Nv   | 0      | en stagnation |  |  |  |
|                           | Chasseurs, pêcheurs et agriculteurs | 7 640   | 2,28  | Nv   | 0      | en stagnation |  |  |  |
|                           | Tasmaniens pour la Tasmanie         | 985     | 0,29  | Nv   | 0      | en stagnation |  |  |  |
|                           | Indépendants                        | 3 609   | 1,08  | 0,20 | 0      | en stagnation |  |  |  |
|                           |                                     |         |       |      |        |               |  |  |  |
| Votes valides             | Votes valides                       | 334 871 | 95,14 |      |        |               |  |  |  |
| Votes blancs et invalides | Votes blancs et invalides           | 17 309  | 4,86  |      |        |               |  |  |  |
| Total                     | Total                               | 352 180 | 100   | –    | 25     | en stagnation |  |  |  |
| Abstentions               | Abstentions                         | 29 003  | 7,61  |      |        |               |  |  |  |
| Inscrits / participation  | Inscrits / participation            | 381 183 | 92,39 |      |        |               |  |  |  |

## Analyse et conséquences

Résultats par circonscription.

Malgré un léger recul en termes de suffrages qui lui vaut la perte de deux sièges, le parti Libéral conserve la majorité absolue des suffrages et des sièges, permettant au gouvernement sortant de se maintenir. Un tel maintien au pouvoir deux mandats de suite des libéraux n'avait pas eu lieu depuis vingt-deux ans. Le parti libéral devient également le troisième gouvernement conservateur à être réélu avec une majorité absolue des suffrages depuis les scrutins de 1931 et 1986, tandis que l'Assemblée de Tasmanie devient la première assemblée d'Australie à être composée d'une majorité de femme, treize d'entre elles ayant été élue sur un total de 25 membres.